# Kriston Zsolt
Kriston Zsolt (Miskolc, 1961. február 12. –) Európa-bajnok magyar asztaliteniszező, edző.

## Játékosként
1967-ben kezdett asztaliteniszezni a DVTK-ban. 1971-től a Miskolci ÉMTE sportolója lett. 1975-ben a serdülő Európa-bajnokságon ezüstérmes volt egyesben és csapatban. 1976-tól a Bp. Spartacus színeiben versenyzett. 1979-ben és 1981-ben BEK-győztes lett. 1981-ben vb ezüstérmes volt csapatban. 1982-ben Európa-bajnokságot nyert csapatban. 1982-1983-ban a Honvéd Kilián versenyzője volt. 1983-ban világbajnoki bronzérmet szerzett ismét csapatban. 1985-ben ETTU kupát nyert a klubjával. Az 1988-as olimpián párosban indult. 1990-től az osztrák Kuchl játékosa volt.

## Edzőként
A Ceglédi VSE, az LRI-Malév, a magyar válogatott (2002) és a KSI edzőjeként tevékenykedett. BVSC-ben 2001 és 2004 között, majd 2007-től dolgozott. Vezetőedzőként a Cegléddel 2., az LRI-Malévvel 1. és 2. helyezést ért el a csapatbajnokságban.

## Eredményei
magyar bajnokság
- Egyes
  - bajnok: 1984, 1986, 1987
  - bronzérmes: 1985, 1989

- Páros
  - bajnok: 1980, 1981, 1983, 1984, 1987
  - második: 1982
  - harmadik: 1979, 1986

- Vegyes páros
  - bajnok: 1981, 1983, 1987, 1988
  - második: 1980, 1982, 1984, 1986

- csapat
  - bajnok: 1976, 1983, 1985, 1987

## Díjai, elismerései
- Az év magyar asztaliteniszezője: 1984, 1986